# Caridina clandestina
Caridina clandestina — прісноводна креветка з родини атидових (Atyidae). Описана 2023 року. Ендемік острова Сулавесі (Індонезія).

## Поширення
Вузькоареальний ендемік. Поширений лише у верхній течії вододілу річки Ларіанг у долині Напу в Центральному Сулавесі.

## Назва
Нову назву виду clandestina (від лат. clandestinus, що означає «таємний», «прихований») запропонував Мартін Рюммлер з Берліна, Німеччина. Його пропозицію було обрано як найбільш підходящу для цього незвичайного виду серед майже 100 інших пропозицій, наданих радіослухачами. Назва відноситься до його раніше добре прихованого існування в подвійному сенсі — зустрічається лише в невеликій віддаленій місцевості і тому не збирався до 2005 року, а також дві існуючі морфи цього виду, які були виявлені лише нещодавно.